# Elecciones estatales de Nayarit de 1999
Las elecciones estatales de Nayarit de 1999 se llevaron a cabo el domingo 4 de julio de 1999, y en ellas se renovaron los siguientes cargos de elección popular en el estado mexicano de Nayarit:
- Gobernador de Nayarit. Titular del Poder Ejecutivo del estado, electo para un periodo de seis años no reelegibles en ningún caso, el candidato electo fue Antonio Echevarría Domínguez.
- 20 ayuntamientos. Compuestos por un Presidente Municipal y regidores, electos para un periodo de tres años no reelegibles para el periodo inmediato.
- 30 diputados del Congreso del Estado.18 Electos por mayoría relativa en cada uno de los Distritos Electorales y 12 electos bajo el principio de Representación Proporcional.

## Resultados electorales

### Gobernador
|  | 52.9 % |

|  | 44.8 % |

|  | 0.7 % |

|  | 0.5 % |

|  | 0.0 % |

|  | 1.1 % |

|  | 100.00 % |

### Municipios

#### Ayuntamiento de Tepic
|  | 42.68 % |

|  | 52.46 % |

|  | 100.00 % |

#### Ayuntamiento de Compostela
- Juan Aguirre Chávez  Hecho

#### Ayuntamiento de Xalisco
- Óscar Sánchez Ahumada  Hecho

#### Ayuntamiento de Santiago Ixcuintla
- María Valdivia Rodríguez  Hecho

#### Ayuntamiento de Ixtlán del Río
- José Antonio Ruiz Flores  Hecho

#### Ayuntamiento de Bahía de Banderas
- Luis Carlos Tapia Pérez  Hecho

#### Ayuntamiento de Tuxpan
- Eduardo Valenzuela Alba  Hecho

#### Ayuntamiento de Santa María del Oro
- Sergio Sandoval Paredes  Hecho

#### Ayuntamiento de Acaponeta
- Enrique Jiménez López  Hecho

#### Ayuntamiento de Amatlán de Cañas
- Alonso Armas Salazar  Hecho